# Vincent de Collioure
Pour les articles homonymes, voir Saint Vincent.
Saint Vincent de Collioure ou sant Vicenç de Cotlliure en catalan fut un saint martyr du IVe siècle vénéré dans le Roussillon et dont les reliques se trouvent à Collioure. Il n'y a pas de traces historiques de son existence et il est souvent confondu avec saint Vincent de Saragosse ou saint Vincent Ferrer. Il est fêté le 19 avril et le 16 août à Collioure.

## Légende
Son hagiographie est décrite par Bède, Usard, Ató de Pistoia, Cesare Baronio et Ambrosio de Morales. La tradition dit qu'il fut martyrisé en 303, durant les persécutions de Dioclétien sur l’îlot de Collioure ou il vivait, où se trouve aujourd'hui la chapelle. Il était marié avec sainte Elàdia. Dacien, le préteur qui conduisait les persécutions en Gaule et en Hispanie, serait arrivé a Collioure et aurait fait détenir Vincent, reconnu comme chrétien. Menacé, celui-ci aurait refusé de faire des sacrifices aux dieux païens. Il aurait alors subi plusieurs martyres : flagellé, accroché a des crochets de fer et suspendu en l'air puis jeté sur des pierres tranchantes. Emprisonné, ses plaies auraient miraculeusement été guéries pendant la nuit. Le lendemain, Dacia aurait attribué cette guérison à la magie et l'aurait fait brûler sur une estrade, un 19 avril. Beaucoup de participants aux tortures et à l’exécution se seraient ensuite convertis au christianisme.

## Culte

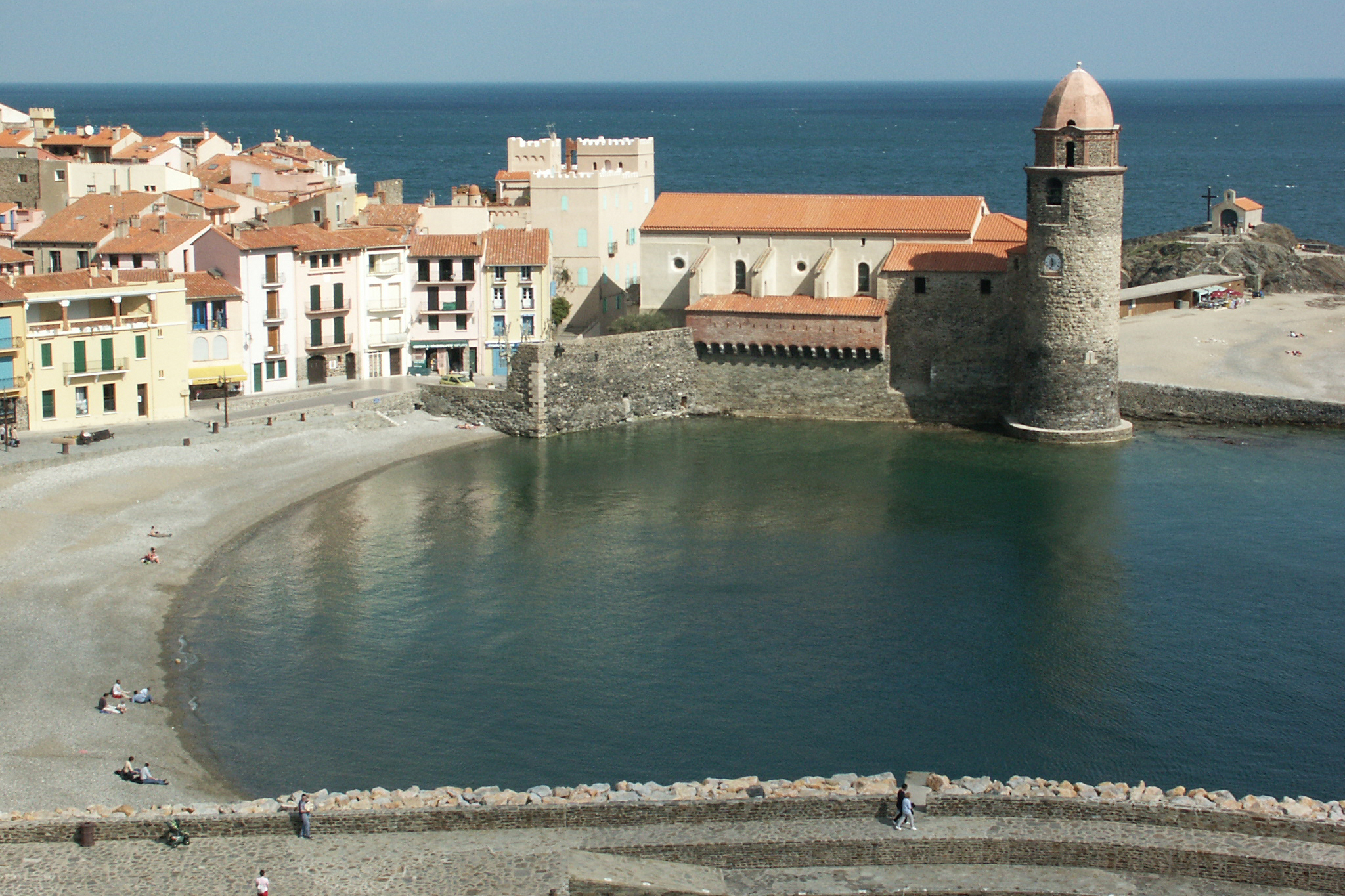
Église Notre-Dame des Anges et, à droite, île et chapelle Saint Vincent.

Les restes du saint furent conservés à Collioure, où il fut proclamé saint patron. Durant le siège de 1642, pendant la Guerre des faucheurs, les reliques furent transférées de l'église au château pour les protéger. Mais les restes furent perdus pendant la guerre, un militaire les ayant probablement emportés dans une autre ville catalane.
À Collioure, l'abbé Prats ramena de Rome une petite relique du saint, qui arriva le 16 août 1700 ; depuis ce jour la Saint Vicenç se fête dans Collioure à cette date. Un mois plus tard arriva une autre relique. Les deux sont conservées à l'église Notre-Dame des Anges (Santa Maria dels Àngels en catalan) de Collioure.
La fête liturgique se déroule le 19 avril. Il est le patron des pêcheurs de Collioure.

### Procession et fête
Chaque année, le soir du 16 août a lieu une procession maritime où il est promené avec sainte Màxima et sainte Liberata jusqu'à la ville. La première source qui mentionne cette tradition remonte au 10 août 1701 : elle parle du déplacement en barque des reliques des trois saints ramenées de Rome le 16 août de l'année précédente. La loi de séparation des Églises et de l'État adoptée en France en 1905 supprime la procession qui n'eut plus lieu jusqu'en 2001, où elle fut relancée pour célébrer les fêtes du tricentenaires ; elle a toujours lieu depuis.
Au beau milieu de la plage où est assemblée la foule est brûlé un tonneau plein de bois, en souvenir du bûcher où brûla Sant Vicenç. Les rues, les barques et les plages sont décorées de lumières de couleurs et on y allume feux de bengale et d'artifice. Une barque avec un drapeau blanc apporte de la chapelle (où ils furent amenés de l'église au matin), les reliques, suivies par les barques des pêcheurs. 
À la plage ils sont reçus avec des exclamations ; le syndic des pêcheurs interroge alors le prêtre qui porte les reliques :
« Hola ! Du bateau, qui est là ? Hola ! Hola ! De la barca, qui és aquit?
—Saint Vincent le glorieux. Sant Vicenç gloriós.
— D'où  vient la barque ? D'on vé la barca?
— De Saint Vincent de l’île. De Sant Vicenç de l'illa.
— Que porte la barque ? Què porta la barca?
— Saint Vincent, sainte Màxima et sainte Liberata. Sant Vicenç, santa Màxima i santa Lliberata.
— Ceux de la barque sont déjà déclarés ? Los de la barca, ja sou declarats?
— Oui, tous les passagers sont en règle. Sí, tots los passatgers estan arreglats [i.e. « en regla »].
— Bien, que demandez-vous ? Doncs, què demaneu?
— une bonne entrée. Una bona entrada.
— Au nom de Dieu, vas la barque ! Al nom de Déu, vagi la barca!"
La barque des reliques est alors hissée sur la plage, traînée par les pêcheurs et escortée par des marins et des torches ; la barque est portée ainsi jusqu'à l'église paroissiale, précédée par des pêcheurs vêtus de blanc, de ceintures et de foulards rouges. Lorsqu'elle passe, les gens s'écrient « Sant Vicenç beneït! »